# Burg Hemmerich (Bornheim)
Die Burg Hemmerich ist die Ruine einer Burg im Bornheimer Stadtteil Hemmerich (Jennerstraße) im Rhein-Sieg-Kreis in Nordrhein-Westfalen.

## Geschichte

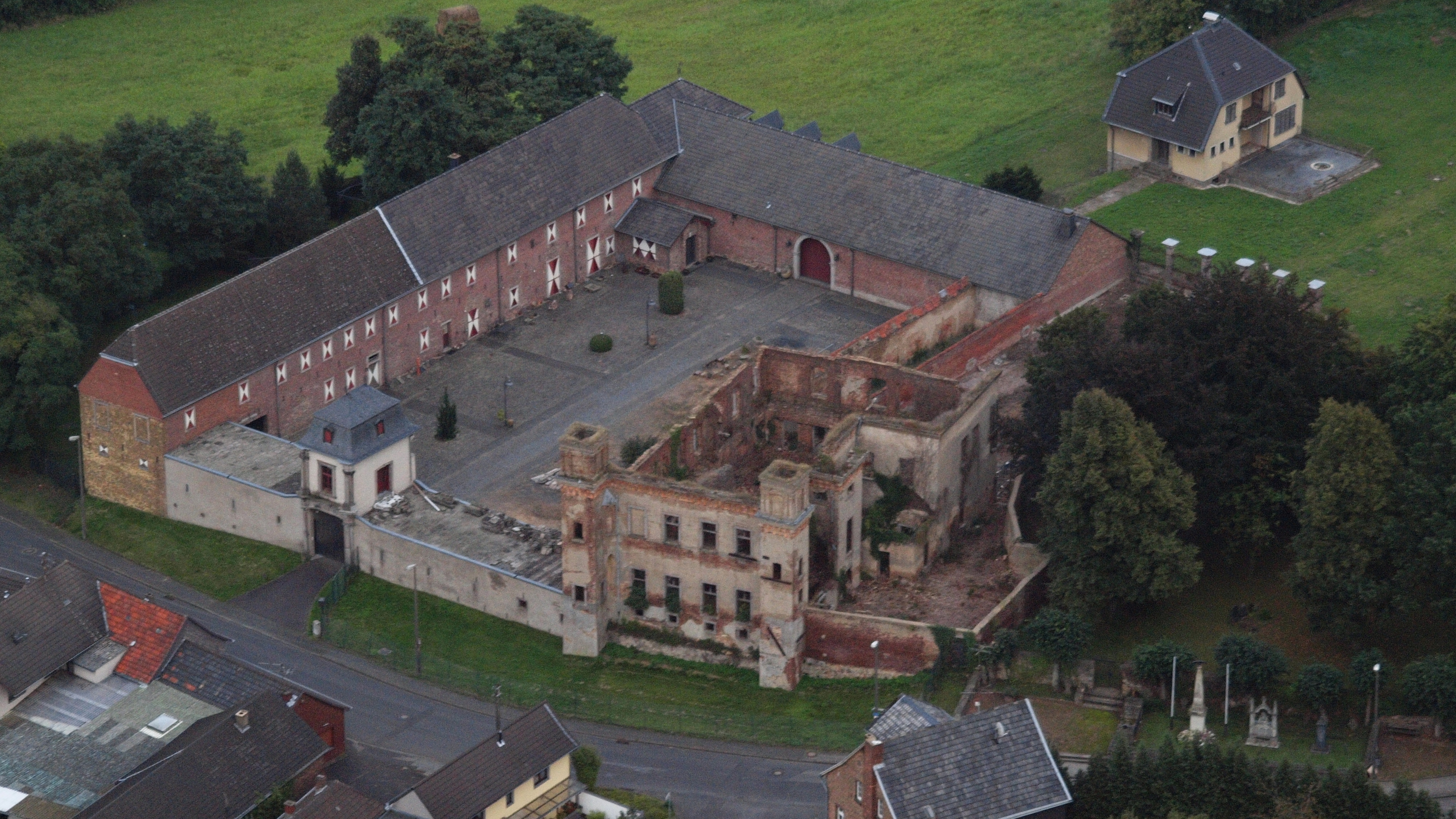
Luftaufnahme
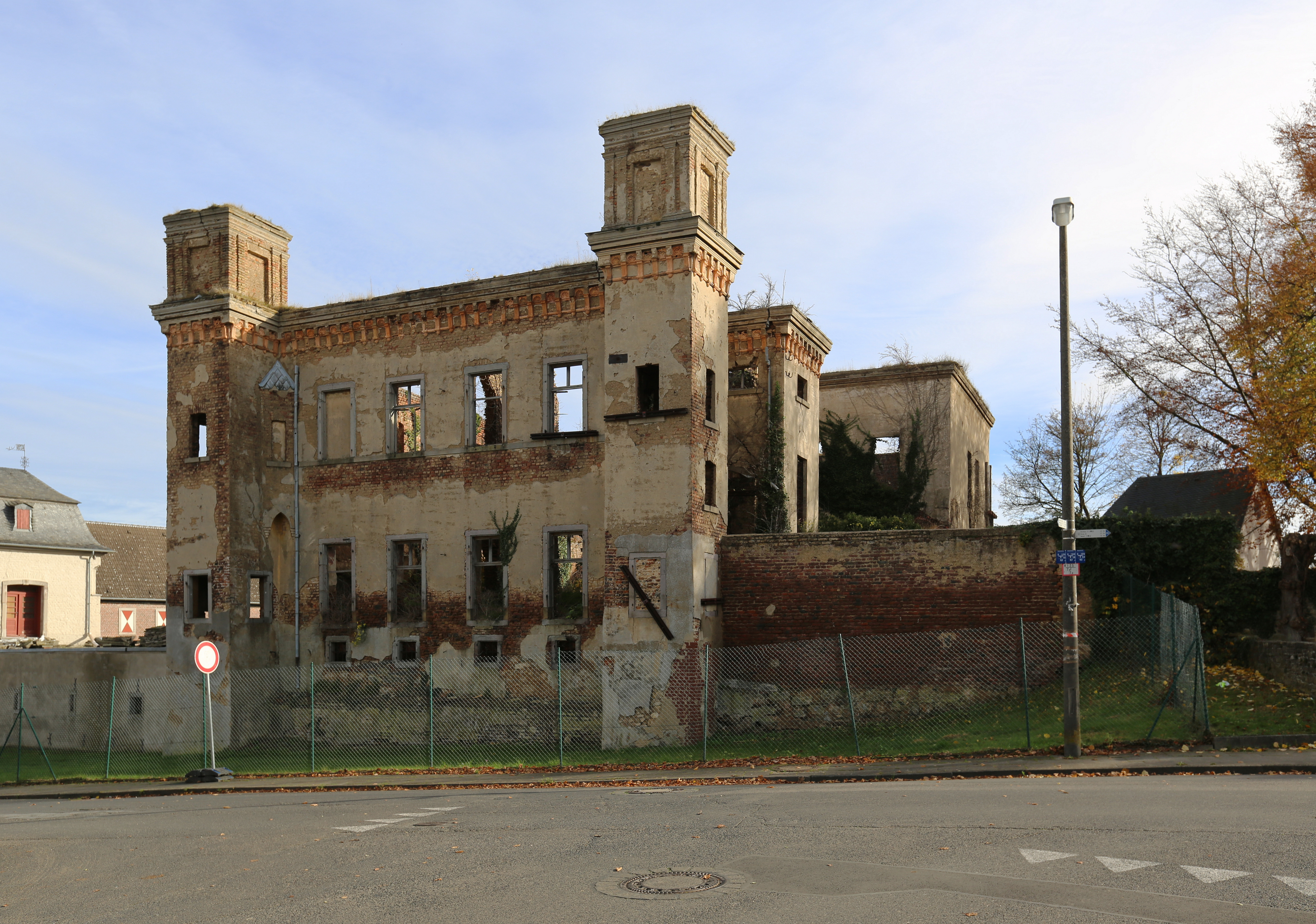
Hemmerich

Die Burg entstand auf einer römischen Niederlassung und war 1210 im Besitz des Ritters Albero von Hemberg, Familienmitglied eines einflussreichen Adelsgeschlechts.
Den Stil des rheinischen Rokoko erhielt die Burg nach einer Umgestaltung in den Jahren 1729 bis 1733 durch Maria Elisabeth zum Pütz aus einer Kölner und Düsseldorfer Bürgermeisterfamilie. 1825 erwarb sie Karl Freiherr von Nordeck (1793–1853), dessen Familie sie bis 2008 besaß.
Nachdem die Burg aufgrund von Bränden 1869 und 1906 zerstört war, wurde das Herrenhaus nach Plänen des Architekten Wilhelm Graf Mörner als Villa im Stil der Neorenaissance neu erbaut. Nach einem dritten Brand 1945, ausgelöst von entlassenen Zwangsarbeitern des Zweiten Weltkrieges, war die Burg nur noch eine Ruine. Hunold Freiherr von Nordeck zu Nordeck, der mit seiner Frau bis zu seinem Tod 2004 auf dem Areal lebte, ließ einige Gebäude instand setzen. Seit 2004 ist das Gelände unbewohnt. Es wurde von der Familie Stollenwerk, Eigentümer der gleichnamigen Konservenfabrik, erworben. Seit dem Tod von Josef Stollenwerk 2016 ist die Burg im Besitz einer Erbengemeinschaft. Bis zum Jahr 2018 gab es keine Pläne für eine neue Nutzung und die Burg verfiel weiterhin.